# Полски-Градец
Полски-Градец (болг. Полски Градец) — село в Болгарии. Находится в Старозагорской области, входит в общину Раднево. Население составляет 606 человек.

## Политическая ситуация
В местном кметстве Полски-Градец, в состав которого входит Полски-Градец, должность кмета (старосты) исполняет Тончо Михов Тончев (Болгарская социалистическая партия (БСП)) по результатам выборов правления кметства.
Кмет (мэр) общины Раднево — Нончо Драгиев Воденичаров (инициативный комитет) по результатам выборов в правление общины.

## Знаменитые уроженцы
- Еню Вылчев (1936—2014) — борец, олимпийский чемпион, чемпион мира и Европы.